# Hardivillers-en-Vexin
Hardivillers-en-Vexin è un comune francese di 127 abitanti situato nel dipartimento dell'Oise della regione dell'Alta Francia.

## Società

### Evoluzione demografica
Abitanti censiti